# 勇者特急隊
《勇者特急》（日语：勇者特急マイトガイン）是1993年日本日昇動畫公司製作的機器人動畫作品，共47集，為《勇者系列》的第四部作品。「高松勇者三部作」首部作品。

## 大綱
在石油枯竭，汽車飛機逐漸荒廢的未來世界，電氣鐵道為主要輸送來源的首都，號稱海上未來幹道都市的努貝爾東京市卻在背後隱藏一股邪惡黑暗的犯罪陰影正蠢蠢欲動，給這城市人們帶來莫大威脅。
這時，掌握電氣鐵道為動力，號稱世界第一鐵道王的大財團「旋風寺財團」，一位帥氣多金又有英雄氣概的年輕總帥旋風寺舞人，他繼承父母因為突發列車意外身亡而擔下重責大任，結合父親生前研發的超級AI系統，在搭配集團下的各種列車成立了一組立志殲滅罪惡，伸張正義，捍衛幸福未來的勇者特急隊，在努貝爾東京市陷入罪惡深淵的時候，為了捍衛人類的未來與幸福，旋風寺舞人率領的勇者特急隊準時抵達！

## 登場人物

### 主角
- 旋風寺舞人（台譯：武少威）　配音：（日）檜山修之/（台）賀世芳/（香港配音）馮錦堂

男主角，15歲（在第29話時渡過生日增長為16歲），他是新東京市中的少年英雄，於3年前父母過世後接任為世界最大財團「旋風寺財團」的年輕總帥，經營手腕一流使集團業績蒸蒸日上，工作能力效率驚人同時也是維護新東京市和平的勇者特急隊的隊長，外貌清秀帥氣，武功高強也是個充滿正義熱血的黃金單身漢，雖貴為財團總帥但非常平易近人沒有架子。繼承並完成父親遺留下的【勇者特急隊計畫】遺願，只要在城市中發生重大犯罪事件，他立即放下手邊工作，率領勇者特急隊來出面打擊罪惡，伸張正義；
後來濱田滿彥把思念波增幅器裝置到強者凱因的儀器上，只要連接舞人的頭盔裡面的受訊機，也能透過舞人發出思念波(イノセントウェーブ)，就可以對抗敵人的惡魔靈光了，但力量不足，還遠不如吉永莎莉。
在發生事件過程中也不斷巧遇一名少女吉永莎莉，在雙方情投意合又爺爺推波助瀾下，於故事尾聲時便與莎莉結婚。

### 主角相關人物
- 吉永莎莉（台譯：楊莎莉）　配音：（日）矢島晶子/（台）丘梅君/（港）林元春

14歲，是位堅強韌性，美麗有如嬌羞的花般的女孩，她與父親和弟弟哲也相依為命，與舞人首次相遇是因父親生病住院，因發電廠遭機器人攻擊，導致醫院停電，為了動手術的父親於是莎莉鼓起勇氣面對敵人但勸阻無效反遭到攻擊，這時被舞人及勇者特急隊拯救，之後為了扛起家計到處打臨時工賺錢，也因為她打工的地點巧合地都在旋風寺財團旗下產業或是罪犯襲擊地點，因此常與舞人巧遇進而愛上舞人，經過多次意外後讓舞人喜歡上這個勇敢的女孩並誓言要保護她，加上舞人爺爺的推波助瀾湊對。父親出院之後家計才減輕了負擔。
在劇情最後，擁有最強的思念波，可以替巨大強者凱因再生修復，也可以讓敵人黑暗諾瓦的無限再生之力惡魔靈光無效化，這是屬於每個人都可以發射出去的一種精神電波，從大腦的松果體也可以檢驗出微量的思念波反應。沃爾夫剛果博士製造出了可以讓思念波增幅的裝置思念波增幅器(イノセントウェーブ増幅器)，大阪次郎等工作人員依照沃爾夫剛果讓三名部下前來提供的設計圖，製造出大型思念波增幅器，而吉永莎莉的思念波強度比一般人強一百倍，連接的受訊機外觀是皇冠狀的配件，由莎莉戴上。思念波原本只是黑暗諾瓦所創造出來讓遊戲更有趣的小道具，但沒想到最後反而成為他敗北的原因，最後吉永莎莉成為旋風寺舞人的勝利女神。結局中與舞人結婚。
- 吉永哲也（台譯：楊哲也）　配音：（日）天野由梨/（台）鄭仁君/（港）林丹鳳

10歲，莎莉的弟弟，與莎莉跟父親相依為命，非常喜歡勇者特急隊，視他們為偶像。
- 查理　配音：（日）卷島直樹

年齡15歲，旋風寺財團中最年長的牧羊犬，好吃懶得運動，也是舞人最愛的愛犬。
- 濱田滿彥（台譯：田冰）　配音：（日）菊池正美/（台）丘梅君/（港）梁偉德

15歲，他與舞人是個從小一塊長大的好朋友，個性不像舞人般的熱血心腸與鬥志，反而有種溫文儒雅且內向的氣質，也是一位獨具創意的天才工程師，其中炸彈隊與潛者隊皆出自於他的創意，舞人於戰鬥時經常遇到危機也都是靠他的分析破解。濱田夢想要當漫畫家而擅於繪畫，雖然遲鈍，也常上課遲到，但是一旦下定決心也會達成目標，因此連女忍者蝴蝶內藤倫娜也愛上他
- 松原泉（台譯：筱泉）　配音：（日）天野由梨/（台）鄭仁君/（港）陸惠玲

22歲，單身，她是旋風寺財團擔任輔佐的美女秘書，她負責舞人總裁的行程規劃與事務，總是為了突發案件修改行程而焦頭爛額，在舞人眼中已經不僅是個盡責的秘書，更是善良美麗的大姊姊兼好夥伴。有養隻蜥蜴寵物叫小俊(トシキ)。
- 大阪次郎（台譯：班廠長）　配音：（日）巻島直樹/（台）沈光嘉/（港）梁耀昌

60歲，他是旋風寺財團分部之旋風寺鐵道重工業的青戶工廠廠長，他年輕時候有著昔日夥伴對著搭載列車，以維護市民們的安全為優先，因此直到現在成為了被旋風寺財團聘用，擔任青戶工廠廠長一職，也就是製作勇者特急隊那些新幹線列車的專業工程師，他一直都貫徹這個信念，平時對員工極度讚譽有加，有時也很嚴格，為了實現舞人父親生前提倡的【勇者特急隊計畫】，他可是盡忠職守的優秀工程師。
- 青木桂一郎（台譯：青木總管）　配音：（日）岸野一彦/（台）沈光嘉/（港）陳曙光

50歲，他是旋風寺財團服侍多年的老總管，包括緊急出擊通知，照顧舞人起居生活，他總是無怨無悔為舞人服務，就是希望在父母不幸身亡後，能與舞人一起推動勇者特急隊，來捍衛努貝爾東京市的和平。
- 旋風寺 裕次郎（台譯：武霸天）　配音：（日）沢りつお/（台）胡大衛/（港）源家祥

80歲，他就是一手創立世界第一鐵道王國「旋風寺財團」的創辦者，在50年前石油資源荒廢枯竭的時期，飛機汽車都開始不能使用的時候，先見之明的認為橫跨日本各地的電氣鐵路與列車才是未來交通的主要工具，開始大興電氣鐵道至全世界也因此造就他一手創立的旋風寺財團至此崛起，在舞人父母因意外過世後一手拉拔他長大，對舞人來說他是最珍惜的家人，也是最尊敬的爺爺，他個性豪爽霸氣，卻帶點老頑童般那樣開朗活潑，尤其是他每個月都舉辦一次個人慶生會，因此每月都有他的生日，而且對於納豆過於執著般的喜愛，甚至曾為了納豆，遭到敵人綁架卻渾然不知。
- 旋風寺 旭（台譯：武旭）　配音：（日）竹村拓/（港）林保全

已故旋風寺財團社長，舞人的父親，裕次郎的兒子，在他年輕時，帶著一把吉他到處流浪，自稱《候鳥》般的正義英雄，只要鎮上有任何危險或邪惡組織危害百姓的安寧，他必定挺身而出，打擊罪惡，後來與一名崇拜他已久的女性琉璃子結識，後並與裕次郎創立了世界第一鐵道王【旋風寺財團】，不過，努貝爾東京市正陷入了巨大邪惡陰影的威脅之下，並與旋風寺鐵道重工業大阪室長，開始啟動【勇者特急隊計畫】，但是就在這時，他與妻子琉璃子卻喪命於交通意外，當時12歲的舞人特地在父親臨死前，他說了幾句『巨大的邪惡陰影已經瞄準全世界了，勇者特急隊計畫....』交待給舞人後就撒手人寰，之後就與妻子琉璃子合葬於一起，於是舞人發誓用勇者特急隊計畫，粉碎那可怕的巨大邪惡陰影。
- 旋風寺 琉璃子（台譯：武琉璃）　配音：（日）原えりこ

已故旋風寺財團社長夫人，舞人的母親，是位貌美如花，心地善良的女性，與正義英雄旭結識後,創立了【旋風寺財團】，她直到生下了舞人，過了一陣子幸福的生活之後，巨大的邪惡陰影已經悄悄侵襲著努貝爾東京市，不幸地與旭在一場交通意外中喪命，留下這唯一的舞人以及旭準備已久的【勇者特急隊計畫】。

### 警察官
- 小澤 昭一郎（台譯：蕭大雄）　配音：（日）掛川裕彦/（台）沈光嘉/（港）黎偉明

是位自稱努貝爾東京市最精明能幹的熱血刑警，只要有任何犯罪事件發生，他立即率領他們警察隊駕駛的卡巴美特鐵狗號出面，但往往都被那些犯罪者打敗耍得團團轉，結果還是交給勇者特急隊收尾，是位會讓市民覺得好氣又好笑的警官。

### 宿敵
- 雷張 喬（台譯：喬）　配音:（日）绿川光/（台）胡大衛/（港）陳卓智

人稱駕駛王 喬，為舞人的勁敵，身世如謎般，只知道是一匹孤傲的野狼，專門追殺獵物，他擅長射擊、格鬥以及極強的駕駛技術，擁有就算機體性能不如對方仍能把對方玩弄於股掌之間強大實力，曾經是一名被緝捕的叛軍，以前他有個引以為傲的科學家父親宍戸英二，結果卻被一群神祕的黑衣人強行帶走並利用他做出很多的犯罪機器人，事成後卻親眼目睹被殺死，於是他長大成人，便以掌握最強力量為由，不屑正義理念的他，開始他的獵人生涯，直到找到殺死父親的兇手為止，在這之前，曾受聘於沃爾夫剛果博士之邀，前來為了打倒強者凱因而特地選擇了引以為傲的強力機器人～飛龍，成為強者凱因的最強對手，並最終擊敗強者凱因，之後被強者凱撒擊敗的他心有不甘時，後半段被邪惡首領～艾格傑夫利用他來擔任第二台更強力機器人～轟龍來對抗巨大強者凱因，後來他發現殺父兇手居然是艾格傑夫後，便與舞人聯手對抗他。
在舞人的婚禮中確認存活。
喬前期的愛機飛龍可變形超電導噴射機、基地(此形態未出現過)，人形時駕駛艙合體的跑車叫隼號。曾殺死三重炸彈，擁有與強者凱因不相上下的實力，但因為強者凱因不會飛，靠著飛行優勢打敗強者凱因，戰績輝煌。後來被同樣有飛行能力的強者凱撒摧毀。機人狀態時的主要武器為槍，必殺技飛龍烈火、飛龍脈衝。
後期的愛機轟龍可變形噴射機、基地(此形態只出現一次)、鑽頭坦克(此形態未出現過)，總共有四種變形形態，人形時駕駛艙合體的跑車叫大鷲號。設定上也可以與飛龍合體成雙重噴射機(ダブルジェット)形態(此形態也未出現過)。破壞力跟機動性都提高了三倍以上，擁有與巨大強者凱因不相上下的實力。機人狀態時的主要武器有火箭飛拳，必殺技飛彈、轟龍凱農砲、有捨身攻擊鑽頭攻擊是艾格傑夫很嫌棄機器人形態頭部的鑽頭設計，本來在出資製造時叫人拆掉，但仍被保留下來在噴射機形態的機首，此鑽頭卻在最終戰成功殺死了艾格傑夫。

### 犯罪者
- 沃爾夫剛果　配音:（日）佐藤正治/（台）沈光嘉/（港）黃子敬

努貝爾東京市裡的第一個專門戰鬥機器人的邪惡科學家，年齡60歲，為了要貫徹他的【征服世界第一】的理念，不斷創造許多機器人來大肆破壞甚至進行許多犯罪計畫，但自從一一的都被勇者特急隊給阻止了後，便懷恨在心，想要製造最強機器人來一舉打敗強者凱因，於是他創造了兩架引以為傲會變形的飛龍與轟龍，由駕駛王 喬擔任駕駛員。
他到了劇情中期，因為資金短缺加上糧食短缺，許多手下都紛紛離開他身邊，包括對沃爾夫剛果盡忠職守的三位忠實部下【迪西、伊貝、依西】於是只好隱藏身分到青戶工廠擔任維修員，他專業的維修技術，就算職位中只是個新來的助手，但也被大阪室長稱讚他的技術了得，後來那三位部下覺得拋下沃爾夫剛果博士的霸業並不妥，於是決心自行去繼續未完的征服霸業。
後來他的技術卻被邪惡首領艾格傑夫利用，製造出了轟龍與許多機器人但一直被輕視非常不悅；過去曾與駕駛王 喬的父親，天才科學家宍戸英二共事過，對宍戸英二十分崇拜。當他從駕駛王喬口中得知宍戸英二被利用甚至滅口的事十分憤慨，因而幫助駕駛王喬。
暗中調查出艾格傑夫背後的黑暗諾瓦，並認為其能力太過危險會毀滅世界；於是在最後決戰中，讓三名部下前去旋風寺財團提供思念波增幅器與設計圖，自己則留下來負責救出被艾格傑夫與黑暗諾瓦捉起來的雷張喬，用自製的思念波增幅器，連接的受訊機外觀是頭圈狀的配件，由沃爾夫剛果自己戴上，手持槍械利用黑暗諾瓦的弱點射擊牽制，但在要逃走時，被艾格傑夫用手槍擊中背後，而掉落深淵，機器則是被黑暗諾瓦破壞。結局時沒死生還。
- 何・光・祿　配音:（日）島香裕/（台）沈光嘉（港）源家祥

努貝爾東京市中第二個極端的犯罪者，他是【亞洲黑手黨(アジアマフィア)】的首領，身旁總帶著一隻會模仿說話的綠色的鳥名叫皮蛋(ピータン)。經營的各種地下行業，專門派遣手下盧‧靖嘉執行各種犯罪工作，靠著販賣強力的軍火與機器人策動密謀犯罪來企圖擴大東京市的惡勢力，擁有強大的技術科技力，甚至曾完全複製出強者凱因，總讓勇者特急隊有驚無險，但總是被阻止而讓他商品賣不出去因此也視勇者特急隊為他阻礙征服世界的勁敵。
到了故事中期的時候，亞洲黑手黨組織強大的資產勢力被一個搖滾歌手【紫色王子】給完全奪取，然後不服輸的他決定重新思考定義，先暫時化名為坂本新平，賣起拉麵餐車回回軒暫時度日，不過好景不常，拉麵生意一直做不好，就算請莎莉姊弟倆、濱田他們幫忙販賣，勉強生意可以做得起，但是面對幾個流氓的挑釁，最後原本逃避現實自甘墮落的他決定挺身而出，用他的廣東拳王之名重振聲威，是廣東風料理拳的達人。
名字來源為「回鍋肉」。
曾複製凱因的超AI，製造出黑暗凱因(ブラックガイン)(台譯：黑暗勇者)，但因為太忠實複製，連正義之心也複製了，所以後來又另外製作了面具狀飛行機器黑暗控制器(ブラックコントローラー)套上頭部，是具有擾亂超AI的特殊力量的制御裝置，強行控制黑暗凱因，黑暗凱因並與列車型超電導噴射機─黑暗強者之翼(ブラックマイトウイング)、黑暗機關提升車(ブラックロコモライザー)再加上原創的外部操縱用機械黑暗指揮艇(ブラックパイルダー)進行「特急合體」，成為黑暗強者凱因(ブラックマイトガイン)。黑暗機關提升車也可以收藏黑暗凱因列車形態、黑暗強者之翼與黑暗指揮艇。在被打敗之後，黑暗控制器飛離，黑暗凱因恢復了清醒，並為了阻止黑暗控制器而抓著其一同自爆而死，但結局時被旋風寺財團回收修復，此後把合體系統改良成可以不需要指令而直接由黑暗凱因自行合體與行動。實力與強者凱因相同。武器有黑暗動輪劍、黑暗火藥庫、黑暗信號光束。必殺技為縱一文字斬、橫一文字斬。在遊戲「新世代機器人戰記BRAVESAGA系列」中，與強者凱因有合體技版本的雙重動輪劍(此版本與思念波增幅技是不同的招式，並沒有思念波增幅，單純只是兩機各自以單劍共同使出十文字斬，只是招式的名稱相同，別稱又叫雙重動輪劍十文字斬)。設定上可與強者凱撒超特急合體成黑暗巨大強者凱因(ブラックグレートマイトガイン)，也可以再與強者巨砲合體成黑暗巨大強者凱因完美模式(ブラックグレートマイトガインパーフェクトモード)，但此形態沒有實際登場。
黑暗強者凱因敵方時登場口號
讓黑色之翼載著殺意，代表不幸的紅燈亮起吧！壞蛋特急黑暗強者凱因，現在不照預定時間不準時抵達了！
在遊戲「新世代機器人戰記BRAVESAGA系列」中，黑暗強者凱因我方時登場口號一
讓黑色之力變為正義，代表懲惡的紅燈亮起吧！勇者特急黑暗強者凱因，現在得到大家的聲援準時登場了！
在遊戲「超級機器人大戰系列」中，黑暗強者凱因我方時登場口號二
讓黑色之翼載著希望，代表和平的綠燈亮起吧！勇者特急黑暗強者凱因，現在照預定的時刻準時抵達了！
- 盧・靖嘉　配音:（日）置鮎龍太郎/（台）沈光嘉/（港）林國雄

他是何・光・祿最忠實的手下，他負責何密謀的作戰計畫而到達現場進行勘查與販賣武器的工作，一旦發現事蹟敗露，立刻加以反擊，但總是被勇者特急隊成功阻止，之後當何・光・祿的組織被紫色王子奪取後，便一起販賣拉麵餐車回回軒維生，並化名為田中誠司。
名字來源為「青椒肉絲」。
- 三船・將軍　配音:（日）梁田清之/（台）胡大衛（港）黃子敬

他的口頭禪「男子漢就應該默默地……」。努貝爾東京市中第三個極端的危險人物，年齡38歲，極度愛好日本傳統文化，但實際上是不折不扣的美國人，身穿一身的日本武士將軍服，臉上塗滿歌舞伎專用的濃妝，他企圖想要打倒日本政府，恢復傳統庸俗的古代日本幕府樣貌，但是卻用邪惡的威權來統治努貝爾東京市，其實他的身分是率領許多邪惡忍者來擾亂和平的【影子軍團】首領，必殺技為斬。他率領許多部下下忍(其必殺技為手裏劍)進行表面上要推翻日本政府，卻私底下卻搞一些亂無章法的犯罪行動，讓居住在東京市的人民人心惶惶，視為警界以及勇者特急隊對抗的麻煩人物，他藏身在一個仿造日本古代江戶時期裡的【大江戶園】中的將軍城裡，徹底展開恢復日本霸權，統治日本的計畫，最終還是被小澤警官與勇者特急隊給一舉擊破。大江戶園城堡破滅後開始以各種方式籌措資金企圖再起，仍失敗告終被捕。最後過著不斷被警察追捕入獄又逃獄生活。
- 內藤倫娜(蝴蝶)　配音:（日）本多知恵子、（機戰代役）桑谷夏子/（港）沈小蘭

她是第37話登場，三船・將軍旗下的一名女忍者，她化名內藤倫娜身分喬裝成員工，潛入旋風寺鐵道重工業的青戶工廠去找出勇者特急隊基地，眼明手快深受大家喜愛。她很喜歡濱田甚至已經進到濱田家內稱伯母為媽媽了，剛開始濱田看到她還尷尬地臉紅心跳，之後才漸漸喜歡上她，但是在工廠破壞行動中，不惜說謊背叛同夥也要守護濱田，於是她就背叛他們駕駛著機器人與上司同歸於盡，生死不明。在大結局的時候出現在舞人的婚禮上。必殺技蝴蝶之舞。
- 凱特麗奴・波頓　配音:（日）叶木翔子、（機戰代役）淵崎有里子/（台）蔣篤慧/（港）蔡惠萍

努貝爾東京市中的第四個犯罪者，也是唯一的女性犯罪者，她是知名的國際珠寶竊盜集團【粉紅貓(ピンクキャット)】的首領，擁有女性組成的竊盜團「貓女隊(キャットガールズ)」。是名身材姣好的金髮美女，自稱永遠29歲，住在一座城堡裡，只要她想要的珠寶美術品，或是一些無理取鬧的事，即吩咐屬下奧黛莉去取得或實行，甚至還破壞大自然與生態平衡從不管別人安危，就只為了她的任性，讓勇者特急隊非常頭痛。遇到她討厭的東西，例如納豆，也會派人去全面摧毀。對舞人有一定好感且從一開始就認出舞人身分，但始終只覺得勇者特急隊很礙事並不像其他犯罪者會針對攻擊。於聖誕夜時潛入旋風寺家偷竊卻跟也來偷竊的三船・將軍起爭執而被陷阱抓住。最後結局時與奧黛莉在逛街看到納豆而昏倒。
- 奧黛莉　配音:（日）夏樹リオ/（台）賀世芳/（港）黃麗芳

她是服伺凱特麗奴多年的心腹，以女扮男裝的身分，非常冷酷無表情，和貓女隊一樣對凱特麗奴指示的命令完全遵從而去幹盡各種壞事，機體操作也幾乎都是她負責。

### 努貝爾東京市的「巨大的邪惡」
- 紫色王子　配音:（日）鈴木勝美/（台）胡大衛/（港）郭志權

他是努貝爾東京市中最受歡迎的知名搖滾樂團布蘭卡(ブランカ)的主唱與吉他歌手，就連本片的結尾曲（27話之後）都是由他擔任演唱，但是他也是下一個亞洲黑手黨的幕後主使，他先派人將何・光・祿的所有資產佔領，將他們淘汰出局後，便由他成為第五個犯罪者，也視勇者特急隊為阻礙計畫的敵人。真實身分為艾格傑夫的手下，跟艾格傑夫一樣被洗腦。
劇情末期時搭乘著空中戰艦布蘭卡(空中戦艦ブランカ)，必殺技伊普瑟隆(イプシロン)一齊攻擊，可以派出搭載的多數殭屍機器人伊普瑟隆(是德語Y的讀音，轟龍的量產改良型奧多拉斯MKII，アトラスMKII，接受洗禮的變貌，雖然速度與力量都超越了轟龍以上，但因駕駛員的駕駛技術差距仍遠不如轟龍)出擊與集中砲火。並率領著以洗禮的指揮官機強力機器人傑特(ツェット，名字是德語Z的讀音，有兩架，曾先後出現過藍色進化形態與紅色進化形態)，以其為首的洗禮不死殭屍機器人大軍進行全世界武力鎮壓，最後則因惡魔靈光被思念波無效化而被巨大強者凱因的完美凱農砲給消滅。
其他布蘭卡成員有秋(アキ)擔任鼓手、圭(ケイ)擔任鍵盤手、朋(トモ)擔任主奏吉他手、洋(ヒロ)擔任貝斯手。
- 錢經紀　配音:（日）川津泰彦/（台）沈光嘉/（港）黃子敬

負責紫色王子演藝工作的經紀人，但是實際上卻是幕後進行亞洲黑幫的犯罪工作，任何相關的情報經由紫色王子的安排來進行，但也是被勇者特急隊全面阻止。
- 艾格傑夫　配音:（日）菅原正志/（台）胡大衛/（港）鄺樹培

劇情中段登場，世界第二大企業「TR社(全名：寶藏・機器人科技社，トレジャー・ロボテック社)」的社長，他就是傳聞中的【巨大的邪惡】的幕後主使者。原名為榎本・健(ケン・エノモト)，曾經是一個辦事幹練與犯罪無緣的年輕政治家，後來被黑暗諾瓦洗腦而成為邪惡首領，其背後強大的資產與龐大的軍事力無法言喻。曾經他派人去脅迫國際企業TR社的【宍户英二】博士，也就是喬的父親，去製造更多邪惡機器人，來征服世界，沒想到卻為了防止他逃走而將其殺死，之後他說服沃爾夫剛果博士，製造轟龍，然後利用喬來與勇者特急隊決鬥。
到故事後期，沃爾夫剛果博士從喬手中懷錶上的晶片得知他就是殺害喬父親和導致旋風寺舞人父母喪命於交通意外的兇手，利用他背後強大的【黑暗諾瓦】來進行邪惡洗腦計畫，一切都被喬跟博士發現，最終與他同歸於盡。
最終話時親自駕駛著超巨大機器人帝王號(インペリアル)出戰，力量是壓倒性，可以正面與完美凱農砲對轟、還輕易殺死強者巨砲。最後被駕駛王喬的轟龍用捨身攻擊的鑽頭攻擊，以噴射機形態機首的鑽頭直接突擊駕駛艙而摧毀，艾格傑夫本人也死在鑽頭貫穿之下。必殺技光束、拳頭。
討厭鑽頭，甚至在遺言「所以我早就叫人拆下鑽子的」突顯了這一點。
原名源自日本已故演員榎本健一。
- 黑暗諾瓦　配音:（日）水原リン/（港）盧國權

劇情後期登場，他是真正的【巨大的邪惡】，幕後黑手，擁有無限之力惡魔靈光(魔のオーラ)，被注入惡魔靈光的駕駛員與殭屍機器人的過程稱之為洗禮，透過作為媒介的裝置洗禮機器(洗礼マシン)，可以讓機器人無限再生。也可以用洗腦機器把人洗腦。
最終戰時搭乘著空中要塞出現，搭載了作為無限之力惡魔靈光媒介的裝置洗禮機器，必殺技為衝擊波。真實身分為三次元人，創造出旋風寺舞人等人的二次元世界，可以任意操弄二次元世界，一切只是為了遊戲。命令艾格傑夫實施【聖誕計畫】以洗禮不死殭屍機器人大軍武力鎮壓全世界。但最後被吉永莎莉增幅的思念波所剋，導致力量無效化，原本創造出思念波只是為了讓遊戲更有趣的小道具，卻沒想到成為自己敗北的原因，臨死前才驚覺原來自己也是遊戲的棋子。

## 勇者特急隊
由已故財團社長旋風寺旭計畫已久，為了抵抗努貝爾東京市背後那巨大的邪惡犯罪陰影而進行，後來在其兒子舞人的領軍之下完成，成為一支打擊罪惡，伸張正義，維護努貝爾東京市人民和平幸福的【勇者特急隊】。

### 強者凱因部隊
- 巨大強者凱因完美模式
這是巨大強者凱因的強化形態，首先將已完成的強者巨砲合體安裝在巨大強者凱因的右肩上，由舞人負責啟動發射，只要目標鎖定，則即可發揮【完美凱農砲】，此時已經達到十機合體。但缺點是機動力減半。
在遊戲《超級機器人大戰系列》中，也可以加上轟龍的能源，使用強者巨砲使出合體技版本完美凱農砲。
  - 超特急合體 巨大強者凱因（台譯：無敵勇者）　配音：（日）中村大樹
這是強者凱因與強者凱撒合體後的最終形態，強者凱因擔任本體和雙手，然後強者凱撒一次分成凱撒鑽頭、五台凱撒機組，再與強者凱因一一組裝，是勇者特急隊最引以為傲的「超特急合體」。主駕駛員為旋風寺舞人，巨大強者凱因本身的自我人格是副控制者，威力與性能遠超過強者凱因與強者凱撒，實力與轟龍不相上下。
也可以加上強者巨砲十機連結成【銀河特快車（ギャラクシーエクスプレス）】形態，曾加上轟龍的能源，使用未完成的強者巨砲同時使出過合體技版本的超電導砲，可以一擊消滅全長10公里的巨大隕石小行星多卡索德斯。
武器有強者迴旋鏢、強者火藥庫、巨大動輪劍和信號光束，必殺技是可以劃破天際，將敵人一分為二的【正面縱劈】。在與轟龍對決的時候，曾使出巨大動輪劍威力全開。
曾因為還未戴上大型思念波增幅器受訊機狀態的吉永莎莉的意念，而一度一時的出現思念波，後來又同樣因莎莉的祈禱而兩度一時的出現，其後濱田滿彥把思念波增幅器裝置到強者凱因的儀器上，只要連接舞人的頭盔裡面的受訊機，也能透過舞人發出思念波，就可以對抗敵人的惡魔靈光了，但力量不足，還遠不如莎莉。
單獨版本使用強者巨砲也可以使出超電導砲，但威力會比完美凱農砲降低。
在遊戲《超級機器人大戰系列》中，在藉由戴上大型思念波增幅器受訊機的莎莉的思念波之下，也可以把全部的力量都使出來施展最後的必殺技雙重動輪劍。
登場口號與強者凱因相同。
    - 特急合體 強者凱因（，台譯：特急勇者）　配音：（日）中村大樹/（港）李錦綸
當舞人手上指揮器啟動，便大喊【來吧！強者凱因】時，凱因與強者之翼分成左右兩邊，機關提升車在下面，形成三角形狀，然後凱因與強者之翼變形成為左右手，機關提升車則變形成為強者凱因的主體，便完成「特急合體」，成為勇者特急隊第一個合體機器人，武器有強者迴旋鏢、動輪劍、強者火藥庫和信號光束。
必殺技有能一次從空中一刀斬斷機器人的【縱一文字斬】、動輪劍‧極限威力、衍生技橫一文字斬與十文字斬。
因為飛行能力弱，曾被飛龍打敗。
前期由旋風寺舞人下指令使用與操作，主駕駛員為旋風寺舞人，強者凱因本身的自我人格是副控制者，後期把合體系統改良成可以不需要指令而直接由凱因自行合體與行動。
與強者凱撒有合體技衝擊攻擊，動畫中為在第28話時，強者凱因與強者凱撒共同飛踢，在遊戲《新世代機器人戰記BRAVESAGA系列》中，則是強者凱因用動輪劍、強者凱撒用鑽頭粉碎，兩機同時攻擊。
在第42話時，強者凱因、強者凱撒、強者巨砲、戰鬥炸彈和護衛潛者都變形成火車形態，透過旋風寺舞人的指令之下，進行勇者特急隊究極的五體連結，使用最強的全員合體技五體連結攻擊連結神龍火焰（ジョイントドラゴンファイヤー）；在遊戲《超級機器人大戰系列》中，此招式也可以在以強者凱因、強者凱撒、強者巨砲、戰鬥炸彈、護衛潛者和黑暗強者凱因都變形成火車形態之下，透過旋風寺舞人下指令進行六體連結（別稱又叫全機連結），使用更進一步的合體技六體連結攻擊連結神龍火焰。
在最終話時，藉由戴上大型思念波增幅器受訊機的吉永莎莉的思念波之下，而把剩下的所有的力量都使出來作最終攻擊施展必殺技雙重動輪劍（ダブル動輪剣）。
登場口號：讓銀色之翼載著希望，代表和平的綠燈亮起吧！勇者特急強者凱因，現在照預定的時刻準時抵達了！
      - 凱因（）　配音：（日）中村大樹/（港）李錦綸
由日本新幹線300系藍白色列車所變形的超AI機器人，他聽命舞人的指揮，等於是勇者特急隊的第二領導者，舞人灌輸給他的正義思想和和平理念，凱因絕對言聽計從，只要發生事件時，舞人駕著強者之翼出動時，凱因也在隨後出擊，個性正直不服輸的他，對抗邪惡犯罪絲毫不遜色，他的隨身武裝是凱因射擊。
      - 強者之翼（，台譯：勇者之翼）
由日本新幹線400系銀灰色的列車所變形的列車型超電導噴射機，由舞人親自駕駛，只要開啟尾翼與前端車頭飛翼，就可以離開軌道飛往空中，速度可高達2.5馬赫，可以與凱因的速度平起平坐。
      - 機關提升車（，台譯：勇者機關車）
它是一架深藍色的大型蒸汽火車，當凱因與強者之翼遇到危機時，舞人便會呼叫機關提升車來助陣，它也可以搭載凱因的列車形態與強者之翼。

    - 鑽頭特急合體 強者凱撒（，台譯：凱撒大帝）
在舞人大喊【變身！強者凱撒】同時，凱撒鑽頭連同五架凱撒機組，進行六機合體「鑽頭特急合體」，成為第二架主角專用機器人，隊中唯一沒有搭載超AI的機器人，由旋風寺舞人親自操作，它的性能與力量凌駕於飛龍之上，不但可以在空中戰鬥，還可以瞬時間鑽進地底，是個強力的合體機器人，也可以變形成足以時速高達5馬赫的超電導噴射機─【凱撒噴射機(カイザージェット)】形態，裝甲可耐地核岩漿攝氏六千度的高熱、毫髮不損，武器有凱撒龍捲風、凱撒火藥庫和凱撒光束，必殺武器是可以一次貫穿到底的【鑽頭粉碎】。
登場口號：讓愛的翅膀載著勇氣，代表正義的大車輪轉動吧！勇者特急強者凱撒，現在照大家的期待準時抵達了！
      - 鑽頭特急（）
由凱撒鑽頭、凱撒1～5號、凱撒貨櫃構成的列車形態，可以與機關提升車連結。
        - 凱撒鑽頭（）
旋風寺集團研發的紅色的大型鑽頭式機關車，可牽引後方的白色的凱撒貨櫃，這架機組可以變形成強者凱撒的身軀、腰部、頭部和大腿，以及巨大強者凱因的胸部。
        - 凱撒貨櫃（）
後方的白色貨櫃運輸車卡，上方可搭載著勇者特急隊的彈丸特急列車 - 強者巨砲，下方可收藏五架凱撒機組。
        - 凱撒1號（）
它是一架黑色的小型偵查機，負責強者凱撒合體部位是胸部，以及巨大強者凱因的腹部部位。
        - 凱撒2號（）
它是一輛深藍色的小型鑽頭戰車，負責強者凱撒合體部位是右手部位，以及巨大強者凱因的左手結合凱因。
        - 凱撒3號（）
它是一輛橙色的小型起重機，負責強者凱撒合體部位是左手部位，以及巨大強者凱因的右手結合強者之翼。
        - 凱撒4號（）
它是一艘綠色的深海探索機，負責強者凱撒合體部位是右腳部位，以及巨大強者凱因的左邊足部結合。
        - 凱撒5號（）
它是一輛黃色的推土機，負責強者凱撒合體部位是左腳部位，以及巨大強者凱因的右邊足部結合。

  - 強者巨砲（台譯：特急巨砲）　配音：（日）鈴木勝美/（港）林保全
他是勇者特急隊第11位機器人，由濱田和大阪室長聯手打造的深綠色的中型蒸汽火車彈丸特急，在抵禦外太空的巨大隕石「多卡索德斯(ドガンテス)」的時候還尚未完成，就臨時使用，之後才正式研發完成，槍法準又快，可以擊中五百公里以外的目標，誤差只有一公分，武器有光束凱農砲，必殺技塞魯夫凱農砲。
登場口號：對壞蛋絕不放過，正義的快槍手機器人，強者巨砲，就是大爺我！

### 猛獸特急炸彈隊（，台譯：猛獸特急隊）
勇者特急隊計畫中的第二階段，他們搭載超AI晶片，本來只有三台列車機體，後來被飛龍給損傷後重新修理，又增加了第四台機體，他們具有野獸般的力量，個性就像熱血的兄弟情誼。
- 【猛獸四體合體】戰鬥炸彈（台譯：戰鬥猛獸）　配音：（日）卷島直樹
三重炸彈完成修理後，與犄角炸彈合體後的強化形態，多了金黑色的胸鎧甲，黑色的三角龍頭顱，背後雙翼使機體具有飛行能力，左肩也加裝了重裝武器戰鬥發射器，也可以變形成新猛獸特急(新アニマル特急)形態，武器有戰鬥巨砲，必殺技炸彈之爪、戰鬥發射器。
  - 【猛獸三體合體】三重炸彈（台譯：特急猛獸）　配音：（日）卷島直樹
由猛獅炸彈、神龍炸彈和飛鳥炸彈三機合體而成的合體機器人，猛獅炸彈變形為上半身，神龍炸彈分為右手與右腳，飛鳥炸彈分為左手與左腳。也可以變形成猛獸特急形態，招式有飛蹴，武器有炸彈飛彈，必殺技炸彈之爪、手刀突擊。
    - 猛獅炸彈（，台譯：特急猛獅）　配音：（日）卷島直樹/（港）鄺樹培
炸彈隊的領導者，由日本新幹線200系【山彥號列車】設計成綠色子彈列車造形，擅長地上戰鬥，也可變身為一頭深綠色的獅子來攻擊敵人，武器有猛獅雷射、猛獅粉碎和可吐出2千度高溫火焰的猛獅火焰。
    - 神龍炸彈（，台譯：特急神龍）　配音：（日）掛川裕彦
由JR東日本651系電聯車【超級日立號】設計成銀色列車造形，擅長水中或肉搏戰，也可變身一隻藍色暴龍來攻擊敵人，武器有神龍火焰、神龍裝備砲、神龍尾鎚和可吐出冰風暴冰凍敵人的神龍暴風雪。
    - 飛鳥炸彈（，台譯：特急飛鷹）　配音：（日）菊池正美
由JR東日本253系電力動車組【成田特快】設計成紅色列車造形，擅長空中戰鬥，也可變身一隻紅色飛鷹來攻擊敵人，武器有飛鳥斬和可發出超高音波攻擊的飛鳥超音波。

  - 犄角炸彈（台譯：特急狂牛）　配音：（日）卷島直樹/（港）陳卓智
炸彈隊的第四號增援機器人，由日本新幹線100系【光號列車】設計成藍色子彈列車造形，擅長地上與水面戰鬥，也可變身一隻黑色三角龍來攻擊敵人，武器有犄角衝刺、犄角閃電、犄角刃、犄角夾和背上的火箭砲犄角發射器。

### 緊急特急潛者隊（，台譯：急救特急隊）
勇者特急隊計畫中的第三階段，在炸彈隊後登場，也是搭載超AI晶片，專門負責解救受災者和進行救災的工作，也可以參與作戰，列車形態採用法國國鐵TGV Sud-Est列車設計，一台緊急特急列車可分為四台緊急急救交通機組。
- 【緊急四體合體】護衛潛者（台譯：急救列車）　配音：（日）置鮎龍太郎
由四台潛者隊機器人合為一體的機器人，也可以變形成緊急特急形態，武器有潛者雷管和潛者攻擊，必殺技是雙肩的水龍凱農砲和飛彈，後期追加由四人武器組合而成的潛者來福槍。
  - 救火潛者（台譯：救火列車）　配音：（日）置鮎龍太郎
他是潛者隊的領隊，由紅色的消防車變形，主要負責撲滅火災和救助位於大廈高處的受災者，武器有救火火箭和雙肩的水砲救火放電器。
  - 警察潛者（台譯：霹靂列車）　配音：（日）卷島直樹
潛者隊的機動警察，由白色的巡邏車變形，主要負責於地面護送受災者離開事故現場，武器有警察爆裂和警察飛彈。
  - 噴射潛者（台譯：噴射列車）　配音：（日）菊池正美
潛者隊的空中勇者，由藍色的噴射機變形，主要負責空中救助，武器有噴射排除槍、噴射颱風和噴射集束砲。
  - 鑽頭潛者（台譯：鑽頭列車）　配音：（日）掛川裕彦
潛者隊的鑽地專家，由橙色的鑽地戰車變形，主要負責於地底進行救援，武器有鑽頭榴彈和鑽頭鉤。

## 製作人員
- 企画 - サンライズ
- 原作 - 矢立肇
- 連載 - テレビマガジン、てれびくん、テレビランド
- 監督 - 高松信司
- チーフライター - 小山高生
- 脚本協力 - ぶらざぁのっぽ
- キャラクターデザイン - 石田敦子、オグロアキラ
- メカデザイン - 大河原邦男
- デザイン協力 - デザインメイト、岡田有章（デザインオフィス メカマン）
- チーフメカ作画監督 - 山根理宏
- 美術監督 - 岡田有章
- 色彩設計 - 歌川律子
- 撮影監督 - 杉山幸夫、森夏子
- 音響監督 - 千葉耕市
- 音楽 - 工藤隆
- プロデューサー - 今井慎、加古均（名古屋テレビ）、小原麻美（東急エージェンシー）、古沢文邦、吉井孝幸（サンライズ）
- 製作 - 名古屋テレビ、東急エージェンシー、サンライズ

## 樂曲

### 片頭曲
「嵐の勇者（ヒーロー）」
作詞 - 横山武 / 作曲・編曲 - 樫原伸彦 / 歌 - 岡柚瑠

### 片尾曲
「危険なゴールド」（1話-26話）
作詞 - 横山武 / 作曲 - 前田克樹 / 編曲 - 鶴由雄 / 歌 - Marie Cochrane
「Black diamond」（27話-46話）
作詞 - 横山武 / 作曲・編曲 - 樫原伸彦 / 歌 - PURPLE
註：根據監督高松信司在Blu-ray BOX II中與音樂製作人佐佐木史明的對談，高松監督否定了本曲是由聲優鈴木勝美主唱，因此本曲的實際演唱者不明。
「嵐の勇者（ヒーロー）～recollection～」（47話）
編曲 - 工藤隆

### 插入曲
「レッツ・マイトガイン!!」
作詞 - 横山武 / 作曲・編曲 - 工藤隆 / 歌 - 露湖藻雷蔵
「グレート・ダッシュ!!」
作詞 - 横山武 / 作曲・編曲 - 工藤隆 / 歌 - 露湖藻雷蔵 & 海蔵
「SCANDAL」（22、25和39話）
作詞：横山武 / 作曲 - 小路隆 / 編曲 - 樫原伸彦 / 歌 - PURPLE
「IPPON CHA3」（3和10話）
作詞・作曲・編曲 - 村治崇光 / 歌 - THE家元

## 各集标题
| 話数 | 日文标题 | 中文标题                   | 香港中文标题                    | 劇本            | 分鏡       | 演出       | 作畫監督                          |
| ---- | -------- | -------------------------- | ------------------------------- | --------------- | ---------- | ---------- | --------------------------------- |
| 1    |          | 傳說中的強者凱因           | 傳聞的超能加爾                        | 小山高生        | 握乃手紗貴 | 菱川直樹   | 石田敦子（人物） 山根理宏（機械） |
| 2    |          | 炸彈隊出動                 | 新的勇者機械人                      | 小山高生        | 握乃手紗貴 | 南康宏     | 佐佐門信芳                        |
| 3    |          | 強敵劍客                   | 強勁的對手！劍客機械人              | 小山高生        | 石踊宏     | 石踊宏     | 久行宏和                          |
| 4    |          | 潛者隊緊急出動             | 列車勇者緊急出動                | 小山高生        | 菊池一仁   | 關田修     | 直井正博                          |
| 5    |          | 保護總統                   | 保衛大總統！                    | 渡邊誓子        | 菊池一仁   | 南康宏     | 佐佐門信芳                        |
| 6    |          | 宿敵登場！                 | 宿敵出場！                      | 菅良幸          | 富永恒雄   | 菱川直樹   | 石田敦子（人物） 山根理宏（機械） |
| 7    |          | 惡魔的烙印                 | 惡魔燒大字                      | 植竹須美男      | 杉島邦久   | 杉島邦久   | 高谷浩利                          |
| 8    |          | 保護納豆                   | 保衛納豆之戰                    | 井上敏樹        | 石踊宏     | 石踊宏     | 直井正博                          |
| 9    |          | 可怕的輪盤                 | 恐怖的輪盤                      | 川崎裕之        | 谷田部勝義 | 谷田部勝義 | 久行宏和                          |
| 10   |          | 三船大佛的利益地獄         | 三船大佛的著數地獄              | 菅良幸          | 菱川直樹   | 菱川直樹   | 佐佐門信芳                        |
| 11   |          | 紅之翼！飛龍登場           | 火紅的飛龍                      | 平野靖士        | 握乃手紗貴 | 南康宏     | 石田敦子（人物） 山根理宏（機械） |
| 12   |          | 沙羅斯的戒指               | 莎羅絲的指環                    | 川崎裕之        | 杉島邦久   | 杉島邦久   | 直井正博                          |
| 13   |          | 荒野的決鬥                 | 荒野的決鬥                      | 植竹須美男      | 石踊宏     | 石踊宏     | 高谷浩利                          |
| 14   |          | 炸彈隊死了！？             | 猛獸先鋒戰死？！                | 渡邊誓子        | 菊池一仁   | 關田修     | 久行宏和                          |
| 15   |          | 最危險的遊戲               | 最危險的遊戲                    | 菅良幸          | 菱川直樹   | 菱川直樹   | 佐佐門信芳                        |
| 16   |          | 黑暗凱因                   | 爾                              | 井上敏樹        | 杉島邦久   | 杉島邦久   | 石田敦子（人物） 山根理宏（機械） |
| 17   |          | 戰鬥炸彈完成               | 巨炮先鋒出場！                        | 網谷正治        | 握乃手紗貴 | 南康宏     | 直井正博                          |
| 18   |          | 青春永駐                   | 長春不老藥                      | 植竹須美男      | 石踊宏     | 石踊宏     | 高谷浩利                          |
| 19   |          | 戰國武將復活               | 戰國的武將重生                  | 川崎裕之        | 菊池一仁   | 關田修     | 久行宏和                          |
| 20   |          | 巨大的邪惡陰影             | 巨大的黑影                      | 小山高生        | 菱川直樹   | 菱川直樹   | 佐佐門信芳                        |
| 21   |          | 勇者特急調查指令                   | 調查先鋒勇者隊                  | 網谷正治        | 杉島邦久   | 杉島邦久   | 直井正博                          |
| 22   |          | 美麗的邪惡之花             | 美麗的邪惡之花                  | 渡邊誓子        | 南康宏     | 南康宏     | 石田敦子（人物） 山根理宏（機械） |
| 23   |          | 一決雌雄！飛龍對戰強者凱因 | 飛龍、超能加爾激戰！                  | 菅良幸          | 菊池一仁   | 菱川直樹   | 佐佐門信芳                        |
| 24   |          | 強者凱撒來了               | 凱撒大帝出場！                        | 菅良幸          | 日高政光   | 日高政光   | 高谷浩利                          |
| 25   |          | 正義之心一萬度             | 一萬度熾熱的正義之心            | 川崎裕之        | 石踊宏     | 石踊宏     | 久行宏和                          |
| 26   |          | 可怕的紅霧                 | 恐怖的紅霧                      | 植竹須美男      | 杉島邦久   | 杉島邦久   | 寺岡巌                            |
| 27   |          | 巨大強者凱因！飛上空中     | 無敵超能加爾誕生                      | 植竹須美男      | 握乃手紗貴 | 南康宏     | 石田敦子（人物） 山根理宏（機械） |
| 28   |          | 三船的高峰會議             | 三船將軍的政變                  | 小山高生 浅井薫 | 菱川直樹   | 菱川直樹   | 佐佐門信芳                        |
| 29   |          | 勇者的假日                 | 勇者的假日                      | 網谷正治        | 菊池一仁   | 南康宏     | 高谷浩利                          |
| 30   |          | 拉麵攤戰鬥                 | 努力作戰！流動拉麵檔            | 菅良幸          | 杉島邦久   | 杉島邦久   | 寺岡巌                            |
| 31   |          | 友情的合體戰鬥             | 友情的合體作戰                  | 菅良幸          | 石踊宏     | 石踊宏     | 久行宏和                          |
| 32   |          | 強者巨砲登場               | 彈丸先鋒出場                        | 網谷正治        | 日高政光   | 日高政光   | 石田敦子（人物） 山根理宏（機械） |
| 33   |          | 假義賊 大騷動              | 女俠盜                          | 高橋義昌        | 菱川直樹   | 菱川直樹   | 佐佐門信芳                        |
| 34   |          | 惡夢播出                   | 惡夢成真                        | 山田靖智        | 菊池一仁   | 南康宏     | 寺岡巌                            |
| 35   |          | 轟龍對抗巨大強者凱因       | 轟龍決戰無敵爾                  | 菅良幸          | 杉島邦久   | 杉島邦久   | 高谷浩利                          |
| 36   |          | 巨大南瓜來襲               | 巨無霸南瓜                      | 細井能道        | 石踊宏     | 石踊宏     | 久行宏和                          |
| 37   |          | 蝴蝶之夢                   | 蝴蝶夢                          | 植竹須美男      | 谷田部勝義 | 菱川直樹   | 石田敦子                          |
| 38   |          | 大江戶園獨立宣言           | 大江戶園獨立王國                | 高橋義昌        | 菊池一仁   | 南康宏     | 佐佐門信芳                        |
| 39   |          | 勇者的秘密迫近 全部顯示    | 追擊先鋒勇者的秘密 揭開超能加爾的面紗 | 植竹須美男      | 握乃手紗貴 | 握乃手紗貴 | 寺岡厳                            |
| 40   |          | 我要恐龍                   | 有恐龍出現！                    | 網谷正治        | 杉島邦久   | 杉島邦久   | 高谷浩利                          |
| 41   |          | 黑色的戰慄                 | 令人震慄的魔影                  | 菅良幸          | 日高政光   | 日高政光   | 久行宏和                          |
| 42   |          | 炎之五體連結攻擊           | 火龍五連體攻擊                  | 植竹須美男      | 菱川直樹   | 菱川直樹   | 寺岡巌                            |
| 43   |          | 惡魔的洗禮                 | 惡魔的洗禮                      | 菅良幸          | 南康宏     | 南康宏     | 佐佐門信芳                        |
| 44   |          | 最後的聖誕                 | 最後的平安夜                    | 小山高生        | 杉島邦久   | 杉島邦久   | 高谷浩利                          |
| 45   |          | 征服世界計畫               | 征服世界的作戰                  | 小山高生        | 菊池一仁   | 菱川直樹   | オグロアキラ                      |
| 46   |          | 逃離絕望                   | 絕處逢生                        | 小山高生        | 日高政光   | 日高政光   | 寺岡巌                            |
| 47   |          | 暴風雨的結局               | 最後的奇蹟                      | 小山高生        | 握乃手紗貴 | 南康宏     | 久行宏和 石田敦子                 |

## 影音商品

### CD
- 嵐の勇者（ヒーロー）C/W 危険なゴールド：1993年2月24日發售。
- 原聲大碟 VOl.I：1993年6月23日發售。
- Black Diamond：1993年8月21日發售。
- 原聲大碟 VOl.II：1993年10月21日發售。
- 歌のアルバム：1993年12月16日發售。
- 嵐を呼ぶハネムーン（廣播劇）：1997年9月22日發售。

### 錄影帶
- 全16卷，1993年9月22日至1994年4月21日發售。

### LD
- BOX 1：收錄第1至20話，1995年7月15日發售。
- BOX 2：收錄第21至47話，1995年12月16日發售。

### DVD
- BOX I：33000日圓，收錄第1至25話，附送CM's巨大強者凱因完美模式可動人偶，2005年9月22日發售。
- BOX II：33000日圓，收錄第26至47話，附送CM's轟龍可動人偶，2005年11月23日發售。

### 30週年紀念藍光光碟
- BOX I：33000日圓，收錄第1至24話，2023年1月30日發售。
- BOX II：33000日圓，收錄第25至47話，2023年4月26日發售。

## 遊戲商品
- 本作參戰於PlayStation 4/PlayStation Vita/Switch/Steam用遊戲軟體《超級機器人大戰V》、《超級機器人大戰X》、《超級機器人大戰T》，以及iOS/Android用遊戲軟體《超級機器人大戰X-Ω》（2019年7月1日至8日及2021年1月1日至8日期間限定）。

## 外部連結
- （页面存档备份，存于） （日語）